# Pipistrellus raceyi
Pipistrellus raceyi (Bates, Ratrimomanarivo, Harrison & Goodman, 2006) è un pipistrello della famiglia dei Vespertilionidi endemico del Madagascar.

## Descrizione

### Dimensioni
Pipistrello di piccole dimensioni, con la lunghezza dell'avambraccio tra 28 e 31,2 mm, la lunghezza della coda tra 22,9 e 30,3 mm, la lunghezza del piede tra 5,3 e 7,5 mm, la lunghezza delle orecchie tra 7,5 e 10,6 mm.

### Aspetto
La pelliccia è lunga. Le parti dorsali sono rossastre, mentre le parti ventrali sono bruno-giallastre. Il muso è largo con delle masse ghiandolari prive di peli sui lati. Le orecchie sono scure, con l'estremità arrotondata e con 3-5 pieghe trasversali nella superficie interna. Il trago è lungo circa la metà del padiglione auricolare, curvato in avanti, con l'estremità arrotondata ed un incavo alla base posteriore. Le membrane alari sono scure. La coda è lunga ed è completamente inclusa nell'ampio uropatagio.

## Biologia

### Comportamento
Si rifugia all'interno degli edifici.

### Alimentazione
Si nutre di insetti.

## Distribuzione e habitat
Questa specie è conosciuta in quattro località del Madagascar, due sulla costa occidentale e due su quella orientale, tra 10 e 80 metri di altitudine.
La specie si adatta a differenti habitat, dalla foresta pluviale tropicale della costa orientale alla foresta decidua secca degradata della costa occidentale; è stata osservata anche in aree soggette all'agricoltura e all'interno delle abitazioni umane.

## Conservazione
La IUCN Red List, considerato che ci sono poche informazioni circa i requisiti ambientali e le eventuali minacce, sebbene ha probabilmente un'ampia diffusione nelle pianure della parte orientale e occidentale del Madagascar, classifica P. raceyi come specie con dati insufficienti (Data Deficient).